# روث ليا
روث ليا (بالإنجليزية: Ruth Lea) (و. 1947  م) هي اقتصادية، وصحفية بريطانية، ولدت في تشيشير.

## التعليم
تعلمت في جامعة يورك، وجامعة برستل، وكلية لندن للاقتصاد.

## جوائز
حصلت على جوائز منها:
- قائد وسام الامبراطورية البريطانية
- زمالة الجمعية الملكية للفنون.